# 1923 год
1923 (ты́сяча девятьсо́т два́дцать тре́тий) год  по григорианскому календарю — невисокосный год, начинающийся в понедельник. Это 1923 год нашей эры, 3‑й год 3‑го десятилетия XX века 2‑го тысячелетия, 4‑й год 1920‑х годов. Он закончился 102 года назад.
| Пн | Вт | Ср | Чт | Пт | Сб | Вс |
| 1  | 2  | 3  | 4  | 5  | 6  | 7  |
| 8  | 9  | 10 | 11 | 12 | 13 | 14 |
| 15 | 16 | 17 | 18 | 19 | 20 | 21 |
| 22 | 23 | 24 | 25 | 26 | 27 | 28 |
| 29 | 30 | 31 |    |    |    |    |

| Пн | Вт | Ср | Чт | Пт | Сб | Вс |
|    |    |    | 1  | 2  | 3  | 4  |
| 5  | 6  | 7  | 8  | 9  | 10 | 11 |
| 12 | 13 | 14 | 15 | 16 | 17 | 18 |
| 19 | 20 | 21 | 22 | 23 | 24 | 25 |
| 26 | 27 | 28 |    |    |    |    |

| Пн | Вт | Ср | Чт | Пт | Сб | Вс |
|    |    |    | 1  | 2  | 3  | 4  |
| 5  | 6  | 7  | 8  | 9  | 10 | 11 |
| 12 | 13 | 14 | 15 | 16 | 17 | 18 |
| 19 | 20 | 21 | 22 | 23 | 24 | 25 |
| 26 | 27 | 28 | 29 | 30 | 31 |    |

| Пн | Вт | Ср | Чт | Пт | Сб | Вс |
|    |    |    |    |    |    | 1  |
| 2  | 3  | 4  | 5  | 6  | 7  | 8  |
| 9  | 10 | 11 | 12 | 13 | 14 | 15 |
| 16 | 17 | 18 | 19 | 20 | 21 | 22 |
| 23 | 24 | 25 | 26 | 27 | 28 | 29 |
| 30 |    |    |    |    |    |    |

| Пн | Вт | Ср | Чт | Пт | Сб | Вс |
|    | 1  | 2  | 3  | 4  | 5  | 6  |
| 7  | 8  | 9  | 10 | 11 | 12 | 13 |
| 14 | 15 | 16 | 17 | 18 | 19 | 20 |
| 21 | 22 | 23 | 24 | 25 | 26 | 27 |
| 28 | 29 | 30 | 31 |    |    |    |

| Пн | Вт | Ср | Чт | Пт | Сб | Вс |
|    |    |    |    | 1  | 2  | 3  |
| 4  | 5  | 6  | 7  | 8  | 9  | 10 |
| 11 | 12 | 13 | 14 | 15 | 16 | 17 |
| 18 | 19 | 20 | 21 | 22 | 23 | 24 |
| 25 | 26 | 27 | 28 | 29 | 30 |    |

| Пн | Вт | Ср | Чт | Пт | Сб | Вс |
|    |    |    |    |    |    | 1  |
| 2  | 3  | 4  | 5  | 6  | 7  | 8  |
| 9  | 10 | 11 | 12 | 13 | 14 | 15 |
| 16 | 17 | 18 | 19 | 20 | 21 | 22 |
| 23 | 24 | 25 | 26 | 27 | 28 | 29 |
| 30 | 31 |    |    |    |    |    |

| Пн | Вт | Ср | Чт | Пт | Сб | Вс |
|    |    | 1  | 2  | 3  | 4  | 5  |
| 6  | 7  | 8  | 9  | 10 | 11 | 12 |
| 13 | 14 | 15 | 16 | 17 | 18 | 19 |
| 20 | 21 | 22 | 23 | 24 | 25 | 26 |
| 27 | 28 | 29 | 30 | 31 |    |    |

| Пн | Вт | Ср | Чт | Пт | Сб | Вс |
|    |    |    |    |    | 1  | 2  |
| 3  | 4  | 5  | 6  | 7  | 8  | 9  |
| 10 | 11 | 12 | 13 | 14 | 15 | 16 |
| 17 | 18 | 19 | 20 | 21 | 22 | 23 |
| 24 | 25 | 26 | 27 | 28 | 29 | 30 |

| Пн | Вт | Ср | Чт | Пт | Сб | Вс |
| 1  | 2  | 3  | 4  | 5  | 6  | 7  |
| 8  | 9  | 10 | 11 | 12 | 13 | 14 |
| 15 | 16 | 17 | 18 | 19 | 20 | 21 |
| 22 | 23 | 24 | 25 | 26 | 27 | 28 |
| 29 | 30 | 31 |    |    |    |    |

| Пн | Вт | Ср | Чт | Пт | Сб | Вс |
|    |    |    | 1  | 2  | 3  | 4  |
| 5  | 6  | 7  | 8  | 9  | 10 | 11 |
| 12 | 13 | 14 | 15 | 16 | 17 | 18 |
| 19 | 20 | 21 | 22 | 23 | 24 | 25 |
| 26 | 27 | 28 | 29 | 30 |    |    |

| Пн | Вт | Ср | Чт | Пт | Сб | Вс |
|    |    |    |    |    | 1  | 2  |
| 3  | 4  | 5  | 6  | 7  | 8  | 9  |
| 10 | 11 | 12 | 13 | 14 | 15 | 16 |
| 17 | 18 | 19 | 20 | 21 | 22 | 23 |
| 24 | 25 | 26 | 27 | 28 | 29 | 30 |
| 31 |    |    |    |    |    |    |

## События

### Январь
- 1 января — согласно законодательству США произведения, опубликованные до этой даты, являются общественным достоянием. Произведения, опубликованные позже, могут быть защищены законом об авторских правах. Дата 1 января 1923 года имеет особое значение, и она не может быть отодвинута в законодательстве вплоть до 2019 года[1].
- 27 января — в Вене прошла 300-тысячная демонстрация рабочих, протестовавших против снижения заработной платы[2].

### Февраль

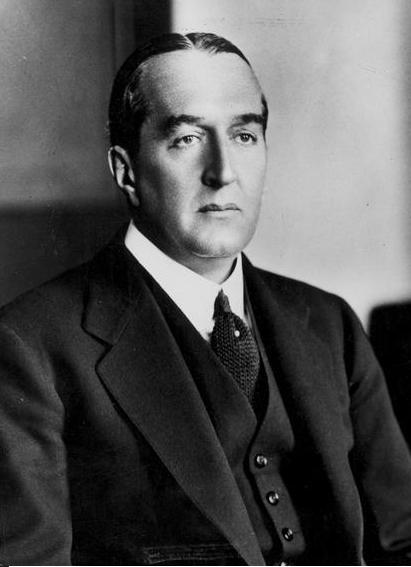
Глава правительства Австралии Стэнли Брюс

- 4 февраля — после отказа Турции принять условия мирного договора прерваны переговоры на Лозаннской конференции[3].
- 9 февраля — к власти в Австралии приходит коалиция Национальной и Аграрной партий. Новым премьер-министром Австралии становится Стэнли Брюс[4].

### Март
- Состоялся пленум ЦК КП(б) Армении. Первым секретарём ЦК избран А. Г. Иоаннисян[5].
- 3 марта — В продажу поступил первый в мире новостной еженедельник — «Тайм».
- 14 марта — выход первого номера газеты «Растдзинад» (на осетинском языке). Газета выходит и в наши дни (5 номеров в неделю).
- 15 марта — в Париже конференция послов Великобритании, Королевства Италии и Японии под председательством члена правительства Франции закрепила Вильнюс и прилегающую часть Литвы за Польшей[6].

### Апрель
- 4 апреля — основана голливудская киностудия Warner Bros.
- 5 апреля — советское Правительство нотой заявляет о непризнании решения парижской конференции послов о закреплении за Польшей Вильнюса и части литовской территории[6].
- 17—25 апреля — XII съезд РКП(б) в Москве.
- 18 апреля — создано спортивное общество Динамо.
- 19 апреля — принята Конституция Египта, провозгласившая страну конституционной монархией с двухпалатным парламентом[7].
- 23 апреля — возобновлены переговоры на Лозаннской конференции[3].

### Май
- 8 мая — министр иностранных дел Великобритании Джордж Натаниэл Кёрзон направил правительству СССР меморандум, известный как ультиматум Керзона[8].
- 10 мая — в Лозанне бывшим офицером армии П. Н. Врангеля Морисом Конради застрелен представитель РСФСР, советских Украины и Грузии на Лозаннской конференции Вацлав Воровский[8].

6 июля: принят первый герб Союза Советских Социалистических Республик

- 11 мая — правительство СССР отвергло ультиматум Керзона. Дипломатическая переписка между двумя правительствами продолжалась до 18 июня[8].
- 29 мая — представители Российского Общества Красного Креста (РОКК) подписали декларацию «О создании Союза обществ Красного Креста и Красного Полумесяца». Целью создания союза являлось оказание в мирное время помощи пострадавшим от стихийных бедствий, предупреждение различного рода заболеваний, в военное время — оказание помощи больным и раненым воинам, а также пострадавшему от войны населению; содействие органам здравоохранения в проведении профилактических и санитарно-оздоровительных мероприятий.
- 30 мая — образована Бурято-Монгольская АССР в составе РСФСР.

### Июнь
- 9 июня — государственный переворот в Болгарии.
- 13 июня — ушёл в отставку президент Китая генерал Ли Юаньхун[9].
- 19 июня — капитулировали остатки белых войск Пепеляева на побережье Охотского моря. Фактическое завершение Гражданской войны в России[10][11].

### Июль
- 6 июля — ЦИК СССР утвердил первый Герб СССР[12].
- 7 июля — образована Нагорно-Карабахская автономная область в составе Азербайджанской ССР[13].
- 16 июля — последние незначительные боестолкновения гражданской войны в России[14].
- 20 июля — в Идальго-дель-Парраль (Мексика) застрелен Панчо Вилья — бывший лидер мексиканской повстанческой армии периода Мексиканской революции[15].
- 24 июля — подписан Лозаннский мирный договор между Турцией и странами Антанты, определивший современные границы Турции, а также конвенция о режиме проливов[3].
- 25 июля — Карельская трудовая коммуна (автономное областное объединение) получила статус автономной республики Карелия в составе РСФСР.

### Август
- 1 августа — СССР присоединился к Конвенции о режиме проливов от 24 июля 1923 года[3] (см. Лозаннская конференция).
- 2 августа — скончался президент США Уоррен Гардинг. Новым президентом стал бывший до этого вице-президентом Калвин Кулидж.
- 19 августа
  - Открылась Всероссийская сельскохозяйственная и кустарно-промышленная выставка, проходившая на месте парка им. Горького в Москве. Выставка являлась предшественником ВДНХ.
  - Первое советское научно-исследовательское судно, «Персей» вышло в свой первый рейс.
- 28 августа — Реввоенсовет РСФСР преобразован в Революционный военный совет СССР[16].
- 31 августа — захват Италией острова Корфу (Керкира).

### Сентябрь
- 1 сентября — На равнине Канто в Японии произошло Великое землетрясение Канто[3].
- 13 сентября — Военный переворот в Испании. Установлена диктатура генерала Мигеля Примо де Риверы, который возглавил правительство страны[17].

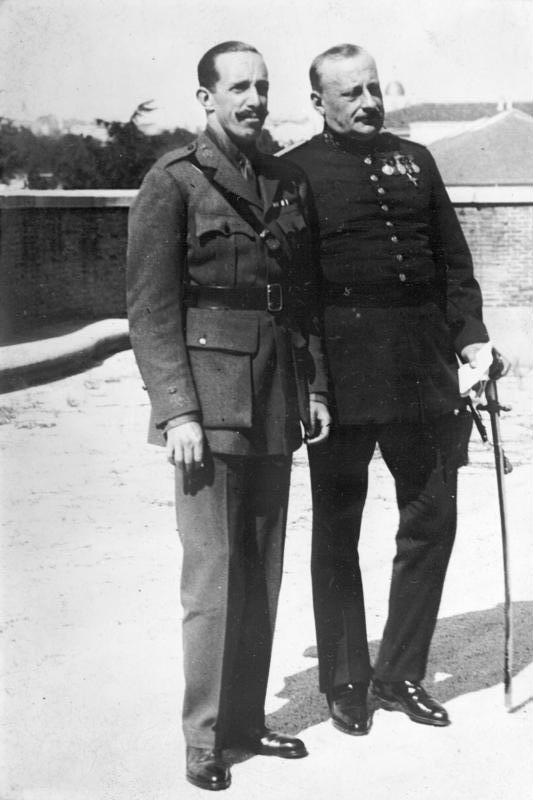
13 сентября: в Испании установлена диктатура генерала Примо де Риверы. На фото Примо де Ривера (справа) и король Испании Альфонсо XIII

- 14 сентября — Началось Сентябрьское восстание в Болгарии.
- 18 сентября — Руководитель министерства иностранных дел Балингийн Цэрэндорж занял пост главы СНК МНР.

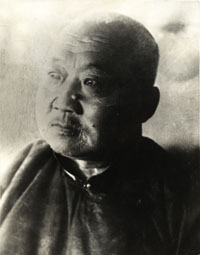
Глава правительства Монгольской Народной Республики Балингийн Цэрэндорж

### Октябрь
- 8 октября — письмо Льва Троцкого членам ЦК и ЦКК РКП(б).
- 10 октября — в Москве открылся Конгресс представителей крестьянских организаций мира, на котором учреждён Международный крестьянский совет или Крестьянский интернационал (Крестинтерн)[18].
- 12 октября — скончался президент Никарагуа Диего Чаморро. Его место занял вице-президент Бартоломе Мартинес[19].
- 13 октября — выходит Постановление СНК СССР об организации Соловецкого лагеря принудительных работ.
- 16 октября — основание Walt Disney Productions (или же The Walt Disney Company).
- 21 октября — состоялся первый полёт самолёта АНТ-1 конструкции А. Н. Туполева
- 23 октября — в Германии началось Гамбургское восстание.
- 29 октября
  - Провозглашена Турецкая Республика.
  - Проведена перепись городского населения СССР.
- 31 октября — правительство Польши ввело в стране чрезвычайное положение и военно-полевые суды[20].

### Ноябрь
- 5 ноября — в Польше началась всеобщая политическая забастовка[20].
- 6 ноября — началось Краковское восстание в Польше. Прекращено на следующий день[20].
- 8—9 ноября — пивной путч NSDAP в Мюнхене с целью свержения правительства Баварии. Руководители — генерал Эрих Людендорф и фюрер Национал-социалистической немецкой рабочей партии Адольф Гитлер. Последний арестован и заключён в тюрьму.

### Декабрь
- 1 декабря — обрушилась плотина Глено в Италии, погибло не менее 356 человек.
- 19 декабря — Автономная область немцев Поволжья декретом ВЦИК преобразована в Автономную Социалистическую Советскую Республику немцев Поволжья.

### Без точных дат
- Закрыт Симонов монастырь. В его стенах устроен музей[21].
- Появился «Знак Голливуда»[22][23].

## Родились
См. также: [[Категория:Родившиеся в 1923 году]]
- 5 января — Борис Лескин, советский и американский актёр театра и кино (ум. 2020).
- 9 января — Эдуард Колмановский, советский российский композитор (ум. 1994).
- 13 января — Даниил Шафран, советский и российский виолончелист, народный артист СССР (ум. 1995).
- 15 января — Евгений Весник, советский и российский актёр (ум. 2009).
- 19 января — Патрисия Мойес, британский автор детективных произведений (ум. 2000).
- 23 января — Михаил Лазаревич Бронштейн, советский и эстонский экономист (ум. 2022).
- 30 января — Леонид Гайдай, советский кинорежиссёр (ум. 1993).
- 11 февраля — Юрий Померанцев, советский и российский актёр, народный артист Казахской ССР, Герой Труда Казахстана (ум. 2022).
- 12 февраля — Франко Дзеффирелли, итальянский режиссёр театра и кино, художник, продюсер и сценарист (ум. 2019).
- 13 февраля — Йегер, Чарльз Элвуд, американский лётчик-испытатель, первым преодолевший звуковой барьер (ум. в 2020).
- 24 февраля — Ханс-Йоахим Вайссфлог, обер-лейтенант, немецкий герой времён Второй мировой войны (ум. 1995).
- 24 февраля — Морис Гаррель, французский актёр театра и кино (ум. 2011).
- 24 февраля — Пак Нам Ок (ум. 2017), корейская кинорежиссёр, актриса и сценарист, считается первой кореянкой, снявшей отечественный фильм в своей стране.
- 24 февраля — Минору Ода, японский учёный, астрофизик, один из основателей космических исследований в Японии (ум. 2001).
- 24 февраля — Зигмунд Скорзински — польский социолог и общественный деятель (ум. 2018).[24]
- 13 марта — Эмиль Каревич, польский актёр литовского происхождения (ум. в 2020).
- 30 марта — Владимир Леонидович Фетисов (ум. 1998), советский художник, Член Союза художников СССР, мастер пейзажа, участник ВОВ.
- 2 апреля — Сабаляускайте, Геновайте Константино, литовская балерина, Народная артистка СССР (ум. в 2020).
- 4 апреля — Питер Вон, английский актёр театра и кино (ум. в 2016).
- 4 апреля — Георгий Платонов, участник Великой Отечественной войны, Герой Советского Союза (ум. в 2022).
- 5 апреля — Михаил Канеев, советский живописец и педагог, заслуженный деятель искусств РСФСР (ум. в 1983).
- 6 апреля — Василий Ордынский, советский кинорежиссёр, сценарист и актёр (ум. в 1985).
- 14 апреля — Лидия Вертинская, советская и российская актриса, художник. (ум. в 2013).
- 5 мая — Андреев, Александр Петрович (генерал-полковник), генерал-полковник авиации, Герой Российской Федерации (1995) (ум. в 2020).
- 10 мая — Гейдар Алиев, советский и азербайджанский политик, президент Азербайджана (ум. 2003).
- 12 мая — Валентин Зубков, советский актёр (ум. 1979).
- 27 мая — Генри Киссинджер, американский государственный деятель, Государственный секретарь США (ум. 2023).
- 28 мая — Карл Вайно, 1-й секретарь ЦК КП Эстонской ССР (1978—1988), дед Антона Вайно (ум. 2022).
- 31 мая — Ренье III, князь Монако с 1949 года (ум. 2005).
- 3 июня — Игорь Ростиславович Шафаревич, русский математик, философ и публицист (ум. в 2017).
- 5 июня — Юрий Станиславович Подляский, советский живописец и график, народный художник РСФСР (ум. в 1987).
- 6 июля — Войцех Ярузельский, польский политик, президент Польши (ум. в 2014).
- 10 июля — Рудольф Керер, совсоветский, российский и немецкий пианист (ум. в 2013).
- 11 июля — Ричард Пайпс, американский историк, политик (ум. в 2018).
- 13 июля — Михаил Пуговкин — советский и российский актёр (ум. 2008).
- 22 июля — Боб Доул, американский политик, кандидат в президенты США на выборах 1996 года (ум. 2021).
- 23 июля — Сирил Корнблат, американский писатель-фантаст (ум. 1958).
- 28 июля — Владимир Басов, советский актёр (ум. 1987).
- 30 июля — Дипа Нусантра Айдит, лидер Коммунистической партии Индонезии (уб.1965)
- 2 августа — Шимон Перес, израильский общественный и политический деятель, девятый и двенадцатый премьер-министр Израиля, президент Израиля (2007—2014), лауреат Нобелевской премии мира 1994 года (ум. 2016).
- 1 сентября — Георгий Львович Ратнер, один из основоположников сердечно-сосудистой хирургии в России (ум. 2001).
- 6 сентября — Нада Димич (ум. 1942), югославская партизанка, Народный герой Югославии.
- 15 сентября — Михаил Танич, советский и российский поэт-песенник (ум. 2008).
- 25 сентября — Сэм Риверз, американский джазовый музыкант, композитор и бэнд-лидер (ум. в 2011).
- 26 сентября — Александр Александрович Алов, русский советский режиссёр и кинодраматург, заслуженный деятель искусств РСФСР (ум. 1983).
- 8 октября — Йон Войку, румынский скрипач-виртуоз и дирижёр (ум. 1997).
- 21 октября — Михаил Бушнов, советский и российский актёр театра и кино (ум. в 2014).
- 27 октября — Рой Лихтенштейн, американский художник, творивший в стиле поп-арт (ум. 1997)
- 1 ноября — Гордон Диксон, американский писатель-фантаст (ум. 2001).
- 1 ноября — Сергей Микаэлян, советский и российский актёр (ум. в 2016).
- 8 ноября — Джек Килби, американский физик, инженер, создатель первой интегральной микросхемы, лауреат Нобелевской премии по физике (ум. 2005).
- 15 ноября — Ленто Гоффи, итальянский поэт, историк и писатель  (ум. 2008).
- 16 ноября — Кузьмина, Вера Кузьминична, театральная актриса, Народная артистка СССР (1980) (ум. 2021).
- 13 декабря — Антони Тапиес, каталонский живописец, график и скульптор, художник книги. Один из виднейших мастеров мирового искусства второй половины XX века (ум. 2012 год).
- 19 декабря — Гордон Джексон, шотландский актёр, обладатель премии Эмми.(ум. 1990).

## Скончались
См. также: [[Категория:Умершие в 1923 году]]
- 3 января — Ярослав Гашек, чешский писатель-сатирик.
- 11 января — Константинос I, король Греции в 1913—1917 и 1920—1922 годах (род. 1868).
- 23 марта — Елизавета Николаевна Водовозова, русская детская писательница, педагог, мемуаристка (род. 1844).
- 10 мая — Вацлав Вацлавович Воровский, русский революционер, публицист и литературный критик, советский дипломат (род. 1871), убит.
- 20 июля — Франсиско (Панчо) Вилья, один из лидеров повстанцев во время Мексиканской революции (род. 1877).
- 2 августа — Уоррен Гардинг (род. 1865), американский политик, 29-й президент США (1921—1923).
- 18 октября — Александр Николаевич Лодыгин — русский электротехник, изобретатель лампы накаливания.
- 28 октября — Фёдор Адамович Корш, русский антрепренёр, драматург, переводчик (род. 1852).
- 30 октября — Епископ Никанор, Богородский (единоверческий) викарий Московской епархии, настоятель Никольского единоверческого монастыря.

## Нобелевские премии
- Физика — Роберт Эндрюс Милликен — «За эксперименты по определению элементарного электрического заряда и фотоэлектрическому эффекту».
- Химия — Фриц Прегль — «За изобретение метода микроанализа органических веществ».
- Медицина и физиология —
- Литература — Уильям Батлер Йитс — «За вдохновенное поэтическое творчество, передающее в высокохудожественной форме национальный дух».
- Премия мира — премия не присуждалась.